# Spaanse democratische overgang

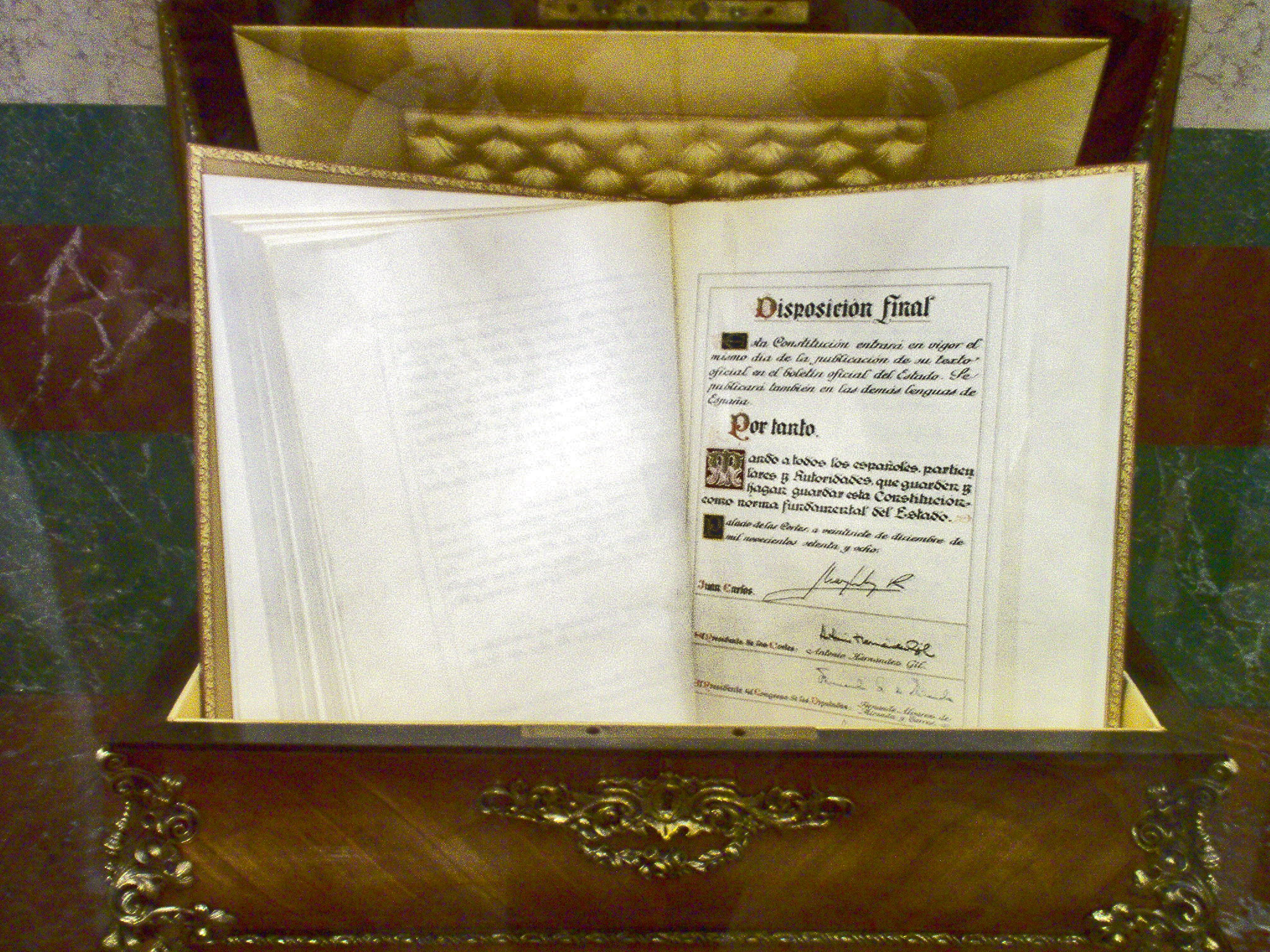
Grondwet van 1978

De Spaanse democratische overgang (Spaans: Transición democrática española, kortweg la Transición, Catalaans Transició democràtica espanyola) is de periode in de Spaanse geschiedenis die volgde op de dood van Francisco Franco in 1975. 
Tijdens deze periode wordt Spanje, onder leiding van Franco's opvolger koning Juan Carlos, omgevormd van de franquistische dictatuur in een parlementaire democratie. Over de einddatum van de Transición bestaat geen duidelijkheid. Volgens de ene lezing eindigt de periode op 6 december 1978 als een nieuwe, democratische grondwet uit wordt gevaardigd. Andere lezingen situeren het later, bijvoorbeeld ten tijde van de mislukte staatsgreep in februari 1981 of het aan de macht komen van de socialistische arbeiderspartij PSOE in november 1982.
Tijdens de overgang wordt getracht het verleden te vergeten en een democratische toekomst in te gaan. Zo werd in 1977 werd Amnestiewet getekend door alle politieke partijen waarbij men overeenkwam dat het beste voor een nieuwe democratie zou zijn om een streep te trekken en opnieuw te beginnen. Dit hield echter ook in dat er geen duidelijke breuk was met de voorgaande dictatuur. Kopstukken van het regime, zoals Manuel Fraga, kwamen ook in de nieuwe democratie op belangrijke functies terecht, eerst binnen de Alianza Popular (AP) en later in diens opvolger, de Partido Popular (PP). Er werd zelfs een Nationale Francisco Franco Stichting opgericht, met als missie de nagedachtenis van de overleden dictator te eren en zijn werk te verspreiden. Deze stichting bestaat anno 2019 nog steeds. 
Vooral de eerste drie jaren van de democratische overgang zijn gekenmerkt door het ontstaan van een groot aantal kleine politieke formaties. De laatste verkiezingen hadden plaatsgevonden in 1936 en onder Franco was alle politieke activiteit buiten de fascistische Falange Española verboden. Het duurt enige tijd voor de vele politiek onervaren clandestiene bewegingen en beweginkjes en de uit ballingschap teruggekeerde politici zich hergroeperen en fuseren tot enkele grotere politieke partijen. Er ontstaat een rechts conservatief blok Alianza Popular rond Manuel Fraga Iribarne (een gewezen minister in de franquistische regering) waaruit zich later de PP zal ontwikkelen waarin ook veel voormalige falangisten een onderkomen vinden, een links blok rond de PSOE en een aantal regionalistische partijen, die vooral in Galicië, de Catalaanse landen en in het Baskenland grote invloed krijgen. Convergència i Unió, een catalanistische centrumpartij, slaagt er ook in op landelijk vlak een zekere invloed uit te oefenen, vooral als  ze op de wip zitten en zowel de PSOE (1993-1996) als de PP (1996-2000) aan een meerderheid helpen. In de late jaren 1980 krijgt dan ook de ecologische beweging langzamerhand een politieke vleugel. 